# Maximův problém
Maximův problém je komorní opera o jednom dějství českého skladatele Václava Jedličky na vlastní libreto podle povídky Vasilije Šukšina Věřím! z roku 1971. Poprvé ji provedla 7. března 1982 brněnská Komorní opera Miloše Wasserbauera, scéna JAMU, na scéně dnešního Divadla Barka.

## Vznik a charakteristika
V 70. a 80. letech 20. století dosáhly mezi českými čtenáři popularity prózy ruského spisovatele, herce a režiséra Vasilije Šukšina, zejména povídky, které vyšly v několika výborech. Václavu Jedličkovi, hudebníkovi z okruhu brněnských skladatelů, posloužila pro jeho první operní pokus jako námět Šukšinova povídka „Věřím!“, která vyšla v českém překladu nejprve od Marcely Nemannové roku 1975 ve sbírce „Červená kalina“ a poté od Zdeňky Psůtkové roku 1981 ve sbírce „Milpardon, madam“. V roce 1982 ji uvedla Komorní opera Miloše Wasserbauera, působící v podstatě jako operní scéna Janáčkovy akademie múzických umění (i když z jejích studentů v opeře vystoupila jen Zuzana Kubáňová). Maximův problém byl uveden v kombinaci s komorní operou Námluvy Josefa Boháče z roku 1967, která rovněž čerpala z ruské, totiž Čechovovy předlohy a kterou již předtím uvedlo několik divadel.
Podle Jiřího Fukače, významného brněnského muzikologa a autora recenze pro časopis Hudební rozhledy, Šukšinova předloha „mistrně těží z oněch poloh ruské literární tradice, jež dovede obnažit základní lidské problémy i na zdánlivých nicotnostech: podnapilí a vnitřně nalomení ‚hrdinové‛ tak dlouho mudrují, až objeví prostopravdu, že život je nadevše a vším“. Jedlička podle něj v Maximovu problému hudebně navazoval především na ‚ruské‛ opery Leoše Janáčka (tj. Káťu Kabanovou a Z mrtvého domu), a to včetně specifické stylizace ruské dikce v českém textu. Fukač však skladateli vyčítal „přeexponovaný dramatismus partitury“, totiž že při aplikaci tohoto dramatického a tragického Janáčkova stylu na spíše komický a všednodenní námět, který se na existenciální problémy hrdinů dívá s ironickým nadhledem, došlo nutně „ke vzpouře materiálu. Posluchač je zavlékán do světů málem existenciální tragiky, bezděčně čeká na osudové vyústění, a nežli se vzpamatuje, je tu konec se zcela odlišnou pointou. Žertovný podtext literarizované životní filozofie se v operní traktaci látky ztrácí, opera sama o meritu věci nic nevypověděla.“ Fukač Jedličkovi v podstatě upřel schopnost zvolený námět adekvátně hudebně vyjádřit a psal: „je dobře, že se skladatelé začínají více zajímat o operní žánr. Nebylo by však lépe, kdyby se jeho hranice ztékaly opatrněji, třeba modelováním syžetů mnohem snazších a divadelnějších?“
Žádné další divadlo Maximův problém neuvedlo, Komorní opera Miloše Wasserbauera však o šest let později uvedla i další Jedličkovu komorní operu na ruský námět, Drama paní Muraškinové.

## Osoby a první obsazení
| osoba                  | hlasový obor | premiéra (7. března 1982)                     |
| ---------------------- | ------------ | --------------------------------------------- |
| Maxim                  | tenor        | Josef Škrobánek                               |
| Jeho žena Ljuba        | mezzosoprán  | Zuzana Kubáňová                               |
| Iljuša                 | tenor        | Josef Veverka                                 |
| Pop                    | bas          | Jan Kyzlink                                   |
| Tři pantomimické role  | –            | Jaromír Brych, Ctibor Drmela, Jana Pletichová |
| Dirigent: Jan Rozehnal |              |                                               |
| Režie: Eva Deáková     |              |                                               |
| Výprava: Emil Konečný  |              |                                               |

## Děj opery
Na vesnici žije Maxim Jarikov. Je to přemýšlivý muž a zdá se mu, že má v hrudi podivnou bolest, že ho bolí duše. Ale Ljubov, jeho žena, je přízemní osoba a Maximův dušebol nechápe a vysmívá se mu. Maxim jí laje a uráží ji, ale pro řešení svého problému musí hledat pomoc jinde – a pokud možno jinde než ve vodce jako obvykle.
Dozvěděl se, že k jeho sousedovi Iljušovi Lapšinovi přijel na návštěvu – a na léčení plicní slabosti jezevčím sádlem – příbuzný jeho ženy, pravoslavný pop. Vydá se tedy k němu pro radu. Nalézá popa s Iljušou nad lahví vodky; Iljuša už je zcela podroušený a usíná. Maxim se alespoň může volně svěřit popovi se svými starostmi a ptá se, zda věřící také duše bolí. Ale pop nemá vysvětlení ani léku: jeho určitě duše také bolí. Při neustálém popíjení vysvětluje Maximovi své názory. Myslí, že zlo a dobro jsou navzájem tak svázány, že si jedno nelze bez druhého představit, a Kristus (potažmo Bůh) je jen idea dobra, pomocí níž se bojuje se zlem. Nevěří v metafyzického boha ani v komunismus. Skutečně věří v jednoho boha, a tím je Život.
Maxim je s takovým výkladem nespokojen a popovi nejprve vyhrožuje, ale ten se nedá. Naopak přesvědčí Maxima, aby se společně s ním dal do tance a zpěvu o tom, v co skutečně věří: v aviaci, mechanizaci zemědělství, vědecký pokrok, jezevčí sádlo… K jejich tanci a zpěvu se připojí i Iljuša, kterého svým hlukem probudí z alkoholického spánku, a skotačením všech tří mužů opera končí.